# Osduc II
Osduc II – трубопровід для транспортування зрідженого нафтового газу у бразильському штаті Ріо-де-Жанейро.
В районі Макае розташований газопереробний завод Cabiúnas, котрий здійснює підготовку постаченого з офшорних родовищ газу. В процесі його роботи отримують певну кількість пропан-бутанової фракції (також відома як зріджений нафтовий газ, ЗНГ) та більш різноманітну суміш, котра включає етан, пропан, бутан, ізопентан, пентан та незначну кількість більш важких вуглеводнів (носить узагальнену назву зріджені вуглеводневі гази, ЗВГ). Остання суміш подається для фракціонування на майданчик Дукі-Ді-Кашіас (REDUC) на північній околиці Ріо-де-Жанейро, де зокрема працює піролізна установка, котрій потрібні етан та пропан.
В 2002 році для подачі ЗВГ на фракціонатор ввели у експлуатацію трубопровід Osduc II довжиною 183 км, виконаний в діаметрі 250 мм. Втім, подальший розвиток офшорного видобутку (зокрема, відкриття у 2006-му супергігантського родовища Лула) призвів до рішення організувати подачу ЗВГ через трубопровід Osduc IV діаметром 400 мм. Останній став до роботи в 2011 році, тоді як Osduc II перепрофіліювали на транспортування ЗНГ. Для цього знадобилось прокласти дві нові ділянки загальною довжиною 4,6 км.